# Весело ћоше
„Весело ћоше” (енгл. The Jolly Corner) је приповетка Хенрија Џејмса први пут објављена 1. децембра 1908. у часопису The English Review. Једна је од Џејмсових најпознатијих прича о духовима и описује авантуре Спенсера Брајдона док лута сада празном њујоршком кућом у којој је одрастао. Тамо се сусреће са „осећајем сложенијим него што је икада раније био у складу са разумом”.

## Радња
Спенсер Брајдон се враћа у Њујорк после тридесет три године проведене у иностранству. Вратио се да „погледа своју 'имовину'”, две зграде, једну своју кућу из детињства, а друга, већи објекат сада ће бити реновирана у велику стамбену зграду. Ова имовина је била извор његових прихода од смрти чланова његове породице. Брајдон сматра да је добар у реновирању ових зграда, упркос томе што се никада раније није бавио овим послом, што сугерише да се његова урођена способност за пословање скривала дубоко у њему неискоришћена. Брајдон обнавља везу са старом пријатељицом, Алис Стејвертон. Обоје коментаришу његов „прави дар” за посао и грађевинарство које он такође сматра „вулгарним и прљавим”. Почиње да се пита ко би био да је остао у Америци.
Почиње да шета по кући ноћу да покуша да упозна свој амерички алтер его. Брајдон је почео да схвата да је могао да постане проницљив бизнисмен да није напустио тај посао ради лежернијег живота. О овој могућности разговара са Алис.
У међувремену, Брајдон почиње да верује да његов алтер его — дух човека какав је могао да буде — прогања „весело ћоше”, његов надимак за стару породичну кућу. После мучне ноћи потере у кући, Брајдон се коначно суочава са духом, који му прилази и савладава га „бесом личности пред којим је његова сопствена поклекла”. Брајдон се на крају буди са главом положеном у Алисино крило. Остаје двосмислено да ли је он заиста изгубио свест или је умро и пробудио се у загробном животу. Алис је дошла у кућу јер је осетила да је он у опасности. Она му каже да жали дух његовог алтер ега, који је патио и изгубио два прста на десној руци. Међутим, она такође прихвата Брајдона онаквог какав јесте.

## Адаптације
Телевизијска верзија приче настала је током 1975. са Фрицом Вивером као Спенсером Брајдоном и Саломом Џенс у улози Алис Стејвертон. Епизода серије Проклетство имања Блај, такође под називом „Весело ћоше”, инспирисана је овом причом.